# رولف اولسن (راكب الكنو)
رولف اولسن (بالنرويجية البوكمول: Rolf Olsen)‏ هو راكب الكنو نرويجي، ولد في 27 أبريل 1938.

## وصلات خارجية
- رولف اولسن على موقع أوليمبيديا (الإنجليزية)